# Appleton
Appleton je město v okresu Outagamie County ve státě Wisconsin ve Spojených státech amerických. Nachází se na řece Fox asi 48 kilometrů jihozápadně od města Green Bay a 160 kilometrů severně od Milwaukee. Jde o šesté největší město ve Wisconsinu po městech Milwaukee, Madison, Green Bay, Kenosha a Racine. Je součástí skupiny tzv. Fox Cities. 
K roku 2020 zde žilo 75 604 obyvatel. S celkovou rozlohou 23 km² byla hustota zalidnění 3 368 obyvatel na km². 